# Aeginella spinosa
Aeginella spinosa är en kräftdjursart som beskrevs av Boeck 1861. Aeginella spinosa ingår i släktet Aeginella och familjen Caprellidae. Inga underarter finns listade i Catalogue of Life.